# Astrurus crucicauda
Astrurus crucicauda là một loài chân đều trong họ Munnidae. Loài này được Beddard miêu tả khoa học năm 1886.